# Marie Josefina Mathilde Durocher

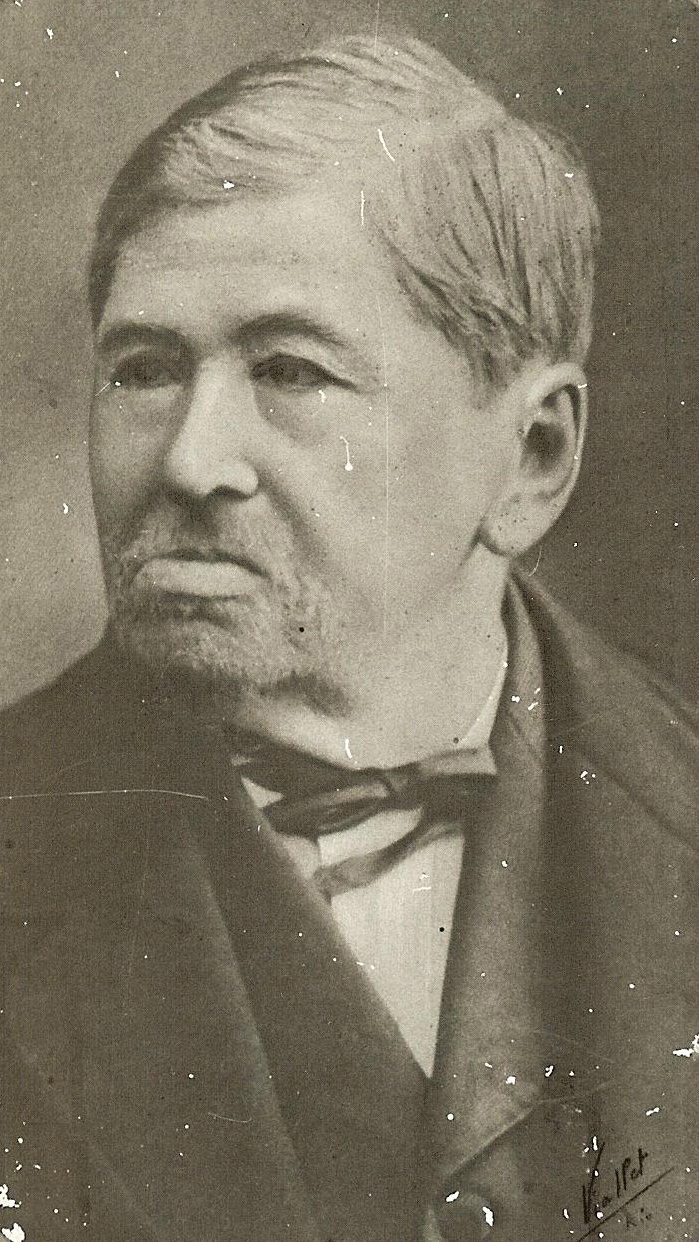
Marie Durocher

Marie Josefina Mathilde Durocher (* 6. Januar 1809 in Paris; † 25. Dezember 1893 in Rio de Janeiro) war eine brasilianische Geburtshelferin, Hebamme und Ärztin. Sie war die erste weibliche Ärztin in Südamerika und wurde 1871 als Vollmitglied in der Academia Nacional de Medicina aufgenommen.

## Leben
Marie Josefina Mathilde Durocher wurde am 6. Januar 1809 in Paris geboren. Ihre Mutter Anne Nicolli Colette Durocher war eine Näherin und Floristin. Als Josefina sieben Jahre alt war, ging sie mit ihrer Mutter nach Brasilien. Ihre Mutter eröffnete ein Modegeschäft in Rio de Janeiro zur Zeit des Ersten Kaiserreichs. Josefina Durocher half ihrer Mutter in dem Geschäft und zugleich besuchte sie die Grundschule. Ihre Mutter starb 1829 und Durocher konnte das Geschäft nicht wirklich weiterführen. Nach wenigen Jahren musste das Geschäft geschlossen werden. Josefina Durocher war mit dem französischen Kaufmann Pedro David verheiratet. Mit ihm hatte sie zwei Kinder, ihr Ehemann wurde 1832 ermordet, so dass sie im Alter von 23 Jahren als Witwe mit zwei Kindern zurückblieb, von denen das jüngste zu dem Zeitpunkt ein Jahr alt war.
Beeinflusst von Marie Boivin beschloss sie Hebamme zu werden und nahm an privaten Geburtshilfekursen von Joaquim Cândido Soares de Meirelles, dem Hofarzt des Kaisers, teil. Ab 1834 studierte sie praktische Geburtshilfe an der medizinischen Fakultät von Rio de Janeiro. Zuvor war es Studentinnen noch nicht erlaubt Medizin zu studieren. Durocher gehörte zum ersten Jahrgang der Studentinnen. Sie nahm zu dieser Zeit die brasilianische Staatsangehörigkeit an und begann als Hebamme in Rio de Janeiro zu arbeiten, gleichzeitig fing sie an Männerkleidung zu tragen, sie sagte dazu „Ich habe Kleidung angenommen, die mir nicht nur für meinen Beruf angenehm erscheint, sondern auch diskreter und spezifisch für eine Hebamme“.
Nachdem sie 1834 ihr Diplom als Hebamme erhalten hatte, machte sie für ihre Dienste Werbung in der Presse und bot diese allen Frauen an, die diese benötigten. Im ersten Jahr begleitete sie so 50 Frauen, im zweiten Jahr schon doppelt so viele. Zumeist waren ihre Kundinnen Sklaven oder freie schwarze Frauen. Da sie die Sklaverei ablehnte, kümmerte sie dies nicht und sie sorgte mit gleicher Sorgfalt um alle ihre Patientinnen.
Bekannt wurde sie unter der Bezeichnung Madame Durocher und zunächst arbeitete sie in einer Praxis mit anderen Hebammen und Ärzten, später leitete sie die Entbindungsstation eines Pflegeheimes. Im Laufe ihrer Karriere begleitete sie fast 6000 Geburten, davon 15 Geburten derselben Frau, entband drei Generationen einer Familie und sie wurde zur Hebamme des Hofes, begleitete die Geburt der Enkel von Dom Pedro II. Sie kümmerte sich um die Nachsorge der Neugeborenen und wurde manchmal von der Polizei angefordert, um Frauen nach einer Vergewaltigung oder einem Schwangerschaftsabbruch sowie Kindstötung zu untersuchen.
Sie wurde 1871 zum ordentlichen Mitglied der Academia Nacional de Medicina gewählt. Über 50 Jahre war sie die einzige Frau dieser Einrichtung.
Die parteira Madame Durocher clinicou leitete sie mehr als 60 Jahre und hatte im 19. Jahrhundert die wichtigste Geburtsklinik am Hof von Rio de Janeiro. Sie war die erste Frau in Brasilien, die wissenschaftliche Texte auf dem Gebiet der Medizin verfasste.
Marie Josephine Mathilde Durocher starb am 25. Dezember 1893 in Rio de Janeiro.

## Nachwirken
Judy Chicago widmete ihr eine Inschrift auf den dreieckigen Bodenfliesen des Heritage Floor ihrer Installation The Dinner Party. Die mit dem Namen Marie Durocher beschrifteten Porzellanfliesen sind dem Platz mit dem Gedeck für Elizabeth Blackwell zugeordnet.